# Kirsty Hawkshaw
Kirsty Hawkshaw, född 26 oktober 1969 i London, är en brittisk sångare. Hon var på 1990-talet sångerska i electronica- och dancegruppen Opus III, som hade en hit med låten "It's a Fine Day" 1992. 2006 dök hon återigen upp, då som sångare på Fragmas singel "Radio Waves".